# Letanje (jedrenje)
Letanje (eng. tacking) je vrsta manevra u jedrenju. U ovom se manevru smjer jedrenja mijenja tako što se jedri oštro u vjetar okretanjem pramca jedrilice okrene prema vjetru i brzim manevrom prebaci prednje jedro na drugu stranu, čime se prihvaća vjetar sa strane koja je do tada bila u zavjetrini. Radi ponovnog postizanja pravilna odnosa, zateže se jedra, pa su trim prednjeg i glavnog jedra i brzina opet kao prije manevra okreta (letanja).